# Eugalta santoshae
Eugalta santoshae là một loài tò vò trong họ Ichneumonidae.